# Сентрал Еспаньол
„Сентрал Еспаньол“ (на испански: Central Español) е уругвайски футболен отбор от Монтевидео.
Той е следствие на обединението на Сентрал (самият той се появява през 1905 г. след обединението на Солис Бочас и Сориано Полидепортиво) и Еспаньол през 1971 г. Става шамипон на Уругвай през 1984 г. През 1923 г. Пенярол и Сентрал са изключени от Уругвайската Футболна Асоциация (УФА), защото играят мачове срещу аматьорските по това време отбори от Аржентина Расинг Клуб и Индепендиенте (Авелянеда). Пенярол и Сентрал създават Уругвайската футболна федерация (УФФ), която в продължение на три години организира паралелно първенство (третото не завършва) и дори събира играчи на двата отбора във втори национален отбор на Уругвай, който изиграва няколко международни мача. Някои от уругвайските отбори дори участват с по един тим всяко от паралелните първенства. През 1926 г. УФФ се разпада и отборите от нея се връщат в УФА.

## Успехи
- 1х шампион на Уругвай: 1984
- 2х шампион на втора дивизия: 1961 (Сентрал), и 1983
- 1х Торнео Компетенсия: 1944 (Сентрал)
- 1х Дивисионал Интермедиа: 1928 (Сентрал)

## Известни бивши играчи
| - Виктор Родригес Андраде - Еторе Пуричели - Матиас Масиеро - Пауло Силас - Серхио Ортеман |